# Гай Целий Кальд (претор)
Гай Це́лий Кальд (лат. Gaius Coelius Caldus; II—I века до н. э.) — римский политический деятель из плебейского рода Целиев, претор в промежутке между 70 и 60 годом до н. э.

## Биография
Гай Целий был относительно незнатным человеком: его отец, носивший то же имя, стал первым консулом в роду (в 94 году до н. э.). О самом Гае мало что известно. Он занимал должность претора (предположительно, в период между 70 и 60 годом до н. э., а, по одной из версий, в 69 году), управлял какой-то провинцией и за военные успехи был провозглашён «Императором». Кроме того, Кальд состоял в жреческих коллегиях авгуров и квиндецемвиров священнодействий.
Существует предположение, что именно Гай имеется в виду под «беспутным сыном» некоего Целия, который, согласно Цицерону, присвоил отцовские деньги.